# TJ Spartak Myjava
TJ Spartak Myjava (celým názvem: Telovýchovná jednota Spartak Myjava) je slovenský fotbalový klub, který sídlí ve městě Myjava v Trenčínském kraji. Založen byl v roce 1920, letopočet založení je i v klubovém emblému. Jeho A-tým působil do konce podzimní části sezóny 2016/17 v nejvyšší slovenské soutěži. 
Od sezóny 2022/23 působí ve 2. slovenské fotbalové lize.
21. prosince 2016 vedení klubu oznámilo, že k 1. lednu 2017 odhlašuje A-tým z nejvyšší slovenské ligy a rozpouští kádr. Vedení ligy (Únia ligových klubov) vyhlásilo, že to znamená administrativní sestup, anulování výsledků v sezóně 2016/17 a možnost přihlášení do 3. ligy pro sezónu 2017/18. V únoru 2017 padl verdikt Disciplinární komise Slovenského fotbalového svazu, pokuta 75 000 eur a přeřazení A-týmu do 4. slovenské ligy. Zápasy/výsledky týmu z podzimní části sezóny 2016/17 Fortuna ligy byly anulovány, v platnosti zůstaly pouze góly a kartové tresty soupeřů ve vzájemných zápasech.

## Historie klubu v datech
- 1944 – někdejší mužstvo vybojovalo Divizi, to byla soutěž srovnatelná s bývalou Slovenskou národní ligou
- 1968 – Spartak postoupil do Krajského přeboru
- 2009 – postup do 3. ligy – Západ
- 2011 – postup do 2. ligy
- 2012 – postup do 1. ligy
- prosinec 2016 – odhlášení A-týmu z 1. ligy[1]
- 2019 – postup do 3. ligy

## Historické názvy
Zdroj: 
- 1920 – ŠK Myjava (Športový klub Myjava)
- ZSJ Povstroj Myjava (Závodná sokolská jednota Považské strojárne Myjava)
- TJ Spartak Myjava (Telovýchovná jednota Spartak Myjava)
- 2001 – MŠK Spartak Myjava (Mestský športový klub Spartak Myjava)
- 2005 – TJ Spartak Myjava (Telovýchovná jednota Spartak Myjava)

## Umístění v jednotlivých sezonách
Stručný přehled
Zdroj: 
- 1963–1964: I. A trieda ZsFZ – sk. Sever
- 1964–1966: Krajský přebor – sk. Západ
- 1966–1968: I. A trieda ZsFZ – sk. Jih
- 1968–1973: Krajský přebor – sk. Západ
- 1973–1979: I. A trieda ZsFZ – sk. Jihozápad
- 1982–1983: I. A trieda ZsFZ – sk. Jihozápad
- 1987–1992: I. A trieda ZsFZ – sk. Jihovýchod
- 1992–1993: Divize – sk. Západ
- 1993–2002: 3. liga – sk. Západ
- 2008–2009: 3. liga ZsFZ
- 2009–2011: 3. liga – sk. Západ
- 2011–2012: 2. liga
- 2012–2017: 1. liga
- 2017–2019 : 4. liga ZsFZ – sk. Severozápad
- 2019–2022: 3. liga – sk. Západ
- 2022–2024: 2. liga
- 2024– : 3. liga – sk. Západ

Jednotlivé ročníky
Zdroj: 
Legenda: Z – zápasy, V – výhry, R – remízy, P – porážky, VG – vstřelené góly, OG – obdržené góly, +/− – rozdíl skóre, B – body, červené podbarvení – sestup, zelené podbarvení – postup, fialové podbarvení – reorganizace, změna skupiny či soutěže
| Československo (1963–1993) |                                   |        |                                                             |                                                             |                                                             |                                                             |                                                             |                                                             |                                                             |                                                             |        |
| Sezóny                     | Liga                              | Úroveň | Z                                                           | V                                                           | R                                                           | P                                                           | VG                                                          | OG                                                          | +/−                                                         | B                                                           | Pozice |
| 1963/64                    | I. A trieda ZsFZ – sk. Sever      | 4      | …                                                           | …                                                           | …                                                           | …                                                           | …                                                           | …                                                           | …                                                           | …                                                           |        |
| 1964/65                    | Krajský přebor – sk. Západ        | 3      | 25                                                          | 6                                                           | 2                                                           | 17                                                          | 39                                                          | 72                                                          | −33                                                         | 14                                                          | 14.    |
| 1965/66                    | Krajský přebor – sk. Západ        | 4      | 26                                                          | 5                                                           | 4                                                           | 17                                                          | 34                                                          | 55                                                          | −21                                                         | 14                                                          | 13.    |
| 1966/67                    | I. A trieda ZsFZ – sk. Jih        | 5      | 26                                                          | 13                                                          | 6                                                           | 7                                                           | 52                                                          | 35                                                          | +17                                                         | 32                                                          | 3.     |
| 1967/68                    | I. A trieda ZsFZ – sk. Jih        | 5      | 26                                                          | 21                                                          | 3                                                           | 2                                                           | 63                                                          | 22                                                          | +41                                                         | 45                                                          | 1.     |
| 1968/69                    | Krajský přebor – sk. Západ        | 4      | 26                                                          | 10                                                          | 9                                                           | 7                                                           | 34                                                          | 29                                                          | +5                                                          | 29                                                          | 6.     |
| 1969/70                    | Krajský přebor – sk. Západ        | 5      | 25                                                          | 9                                                           | 11                                                          | 5                                                           | 42                                                          | 30                                                          | +12                                                         | 29                                                          | 5.     |
| 1970/71                    | Krajský přebor – sk. Západ        | 5      | 26                                                          | 13                                                          | 1                                                           | 12                                                          | 40                                                          | 36                                                          | +4                                                          | 27                                                          | 6.     |
| 1971/72                    | Krajský přebor – sk. Západ        | 5      | 26                                                          | 9                                                           | 4                                                           | 13                                                          | 31                                                          | 32                                                          | −1                                                          | 22                                                          | 11.    |
| 1972/73                    | Krajský přebor – sk. Západ        | 5      | 23                                                          | 6                                                           | 3                                                           | 14                                                          | 23                                                          | 33                                                          | −10                                                         | 15                                                          | 14.    |
| 1973/74                    | I. A trieda ZsFZ – sk. Jihozápad  | 6      | 28                                                          | 13                                                          | 2                                                           | 13                                                          | 39                                                          | 35                                                          | +4                                                          | 28                                                          | 7.     |
| 1974/75                    | I. A trieda ZsFZ – sk. Jihozápad  | 6      | 28                                                          | 14                                                          | 4                                                           | 10                                                          | 53                                                          | 33                                                          | +20                                                         | 32                                                          | 4.     |
| 1975/76                    | I. A trieda ZsFZ – sk. Jihozápad  | 6      | 29                                                          | 13                                                          | 4                                                           | 12                                                          | 43                                                          | 46                                                          | −3                                                          | 30                                                          | 6.     |
| 1976/77                    | I. A trieda ZsFZ – sk. Jihozápad  | 6      | 30                                                          | 11                                                          | 7                                                           | 12                                                          | 41                                                          | 39                                                          | +2                                                          | 29                                                          | 9.     |
| 1977/78                    | I. A trieda ZsFZ – sk. Jihozápad  | 5      | 30                                                          | 11                                                          | 5                                                           | 14                                                          | 44                                                          | 44                                                          | 0                                                           | 27                                                          | 12.    |
| 1978/79                    | I. A trieda ZsFZ – sk. Jihozápad  | 5      | 30                                                          | 10                                                          | 6                                                           | 14                                                          | 37                                                          | 49                                                          | −12                                                         | 26                                                          | 14.    |
| …                          |                                   |        |                                                             |                                                             |                                                             |                                                             |                                                             |                                                             |                                                             |                                                             |        |
| 1982/83                    | I. A trieda ZsFZ – sk. Jihozápad  | 5      | 30                                                          | 9                                                           | 10                                                          | 11                                                          | 32                                                          | 40                                                          | −8                                                          | 28                                                          | 10.    |
| …                          |                                   |        |                                                             |                                                             |                                                             |                                                             |                                                             |                                                             |                                                             |                                                             |        |
| 1987/88                    | I. A trieda ZsFZ – sk. Jihovýchod | 5      | 30                                                          | 15                                                          | 6                                                           | 9                                                           | 55                                                          | 35                                                          | +20                                                         | 36                                                          | 4.     |
| 1988/89                    | I. A trieda ZsFZ – sk. Jihovýchod | 5      | 30                                                          | 16                                                          | 3                                                           | 11                                                          | 50                                                          | 38                                                          | +12                                                         | 35                                                          | 3.     |
| 1989/90                    | I. A trieda ZsFZ – sk. Jihovýchod | 5      | 30                                                          | 13                                                          | 4                                                           | 13                                                          | 53                                                          | 36                                                          | +17                                                         | 30                                                          | 8.     |
| 1990/91                    | I. A trieda ZsFZ – sk. Jihovýchod | 5      | 30                                                          | 13                                                          | 9                                                           | 8                                                           | 49                                                          | 27                                                          | +22                                                         | 35                                                          | 2.     |
| 1991/92                    | I. A trieda ZsFZ – sk. Jihovýchod | 5      | 30                                                          | 23                                                          | 6                                                           | 1                                                           | 101                                                         | 22                                                          | +79                                                         | 52                                                          | 1.     |
| 1992/93                    | Divize – sk. Západ                | 4      | 30                                                          | 21                                                          | 4                                                           | 5                                                           | 49                                                          | 18                                                          | +31                                                         | 46                                                          | 1.     |
| Slovensko (1993–)          |                                   |        |                                                             |                                                             |                                                             |                                                             |                                                             |                                                             |                                                             |                                                             |        |
| Sezóny                     | Liga                              | Úroveň | Z                                                           | V                                                           | R                                                           | P                                                           | VG                                                          | OG                                                          | +/−                                                         | B                                                           | Pozice |
| 1993/94                    | 3. liga – sk. Západ               | 3      | 30                                                          | 10                                                          | 7                                                           | 13                                                          | 35                                                          | 42                                                          | −7                                                          | 27                                                          | 10.    |
| 1994/95                    | 3. liga – sk. Západ               | 3      | 30                                                          | 13                                                          | 5                                                           | 12                                                          | 44                                                          | 47                                                          | −3                                                          | 44                                                          | 5.     |
| 1995/96                    | 3. liga – sk. Západ               | 3      | 30                                                          | 14                                                          | 9                                                           | 7                                                           | 45                                                          | 30                                                          | +15                                                         | 51                                                          | 4.     |
| 1996/97                    | 3. liga – sk. Západ               | 3      | 30                                                          | 14                                                          | 6                                                           | 10                                                          | 40                                                          | 30                                                          | +10                                                         | 48                                                          | 2.     |
| 1997/98                    | 3. liga – sk. Západ               | 3      | 32                                                          | 13                                                          | 2                                                           | 17                                                          | 40                                                          | 43                                                          | −3                                                          | 41                                                          | 10.    |
| 1998/99                    | 3. liga – sk. Západ               | 3      | 34                                                          | 14                                                          | 7                                                           | 13                                                          | 51                                                          | 51                                                          | 0                                                           | 49                                                          | 9.     |
| 1999/00                    | 3. liga – sk. Západ               | 3      | 34                                                          | 15                                                          | 6                                                           | 13                                                          | 49                                                          | 39                                                          | +10                                                         | 51                                                          | 10.    |
| 2000/01                    | 3. liga – sk. Západ               | 3      | Klub se odhlásil v průběhu sezóny, výsledky byly anulovány. | Klub se odhlásil v průběhu sezóny, výsledky byly anulovány. | Klub se odhlásil v průběhu sezóny, výsledky byly anulovány. | Klub se odhlásil v průběhu sezóny, výsledky byly anulovány. | Klub se odhlásil v průběhu sezóny, výsledky byly anulovány. | Klub se odhlásil v průběhu sezóny, výsledky byly anulovány. | Klub se odhlásil v průběhu sezóny, výsledky byly anulovány. | Klub se odhlásil v průběhu sezóny, výsledky byly anulovány. | 4.     |
| 2001/02                    | 3. liga – sk. Západ               | 3      | 30                                                          | 18                                                          | 4                                                           | 8                                                           | 65                                                          | 26                                                          | +39                                                         | 58                                                          | 2.     |
| 2002/03                    | 3. liga – sk. Západ               | 3      | 30                                                          | 16                                                          | 7                                                           | 7                                                           | 60                                                          | 35                                                          | +25                                                         | 55                                                          | 4.     |
| 2003/04                    | 3. liga – sk. Západ               | 3      | 30                                                          | 13                                                          | 4                                                           | 13                                                          | 52                                                          | 36                                                          | +16                                                         | 43                                                          | 9.     |
| 2004/05                    | 3. liga – sk. Západ               | 3      | 30                                                          | 14                                                          | 3                                                           | 13                                                          | 39                                                          | 34                                                          | +5                                                          | 45                                                          | 9.     |
| 2005/06                    | 3. liga – sk. Západ               | 3      | 30                                                          | 10                                                          | 9                                                           | 11                                                          | 30                                                          | 32                                                          | -2                                                          | 39                                                          | 11.    |
| 2006/07                    | 3. liga – sk. Západ               | 3      | 30                                                          | 10                                                          | 4                                                           | 16                                                          | 33                                                          | 47                                                          | -14                                                         | 34                                                          | 12.    |
| 2007/08                    | 3. liga – sk. Západ               | 3      | 30                                                          | 15                                                          | 7                                                           | 8                                                           | 44                                                          | 24                                                          | +20                                                         | 52                                                          | 3.     |
| 2008/09                    | 3. liga ZsFZ                      | 4      | 30                                                          | 16                                                          | 8                                                           | 6                                                           | 62                                                          | 25                                                          | +37                                                         | 56                                                          | 2.     |
| 2009/10                    | 2. liga – sk. Západ               | 3      | 30                                                          | 11                                                          | 13                                                          | 6                                                           | 27                                                          | 22                                                          | +5                                                          | 46                                                          | 4.     |
| 2010/11                    | 2. liga – sk. Západ               | 3      | 30                                                          | 20                                                          | 7                                                           | 3                                                           | 63                                                          | 14                                                          | +49                                                         | 67                                                          | 1.     |
| 2011/12                    | 2. liga                           | 2      | 33                                                          | 20                                                          | 11                                                          | 2                                                           | 64                                                          | 16                                                          | +48                                                         | 71                                                          | 1.     |
| 2012/13                    | Corgoň liga                       | 1      | 33                                                          | 13                                                          | 9                                                           | 11                                                          | 43                                                          | 37                                                          | +6                                                          | 48                                                          | 4.     |
| 2013/14                    | Corgoň liga                       | 1      | 33                                                          | 13                                                          | 6                                                           | 14                                                          | 45                                                          | 54                                                          | −9                                                          | 45                                                          | 7.     |
| 2014/15                    | Fortuna liga                      | 1      | 33                                                          | 11                                                          | 6                                                           | 18                                                          | 38                                                          | 53                                                          | −15                                                         | 39                                                          | 9.     |
| 2015/16                    | Fortuna liga                      | 1      | 33                                                          | 18                                                          | 6                                                           | 9                                                           | 41                                                          | 33                                                          | +8                                                          | 60                                                          | 3.     |
| 2016/17                    | Fortuna liga                      | 1      | Klub se odhlásil v průběhu sezóny, výsledky byly anulovány. | Klub se odhlásil v průběhu sezóny, výsledky byly anulovány. | Klub se odhlásil v průběhu sezóny, výsledky byly anulovány. | Klub se odhlásil v průběhu sezóny, výsledky byly anulovány. | Klub se odhlásil v průběhu sezóny, výsledky byly anulovány. | Klub se odhlásil v průběhu sezóny, výsledky byly anulovány. | Klub se odhlásil v průběhu sezóny, výsledky byly anulovány. | Klub se odhlásil v průběhu sezóny, výsledky byly anulovány. | 12.    |
| 2017/18                    | 4. liga ZsFZ – sk. Severozápad    | 4      | 26                                                          | 15                                                          | 6                                                           | 5                                                           | 57                                                          | 24                                                          | +33                                                         | 51                                                          | 3.     |
| 2018/19                    | 4. liga ZsFZ – sk. Severozápad    | 4      | 26                                                          | 18                                                          | 3                                                           | 5                                                           | 60                                                          | 20                                                          | +40                                                         | 57                                                          | 1.     |
| ** 2019/20                 | 3. liga – sk. Západ               | 3      | 16                                                          | 12                                                          | 1                                                           | 3                                                           | 29                                                          | 11                                                          | +18                                                         | 37                                                          | 1.     |
| ** 2020/21                 | 3. liga – sk. Západ               | 3      | 15                                                          | 10                                                          | 3                                                           | 2                                                           | 27                                                          | 11                                                          | +16                                                         | 33                                                          | 1.     |
| 2021/22                    | 3. liga – sk. Západ               | 3      | 34                                                          | 24                                                          | 5                                                           | 5                                                           | 71                                                          | 27                                                          |                                                             | 71                                                          | 2.     |
| 2022/23                    | 2. liga                           | 2      | 30                                                          | 12                                                          | 7                                                           | 11                                                          | 46                                                          | 41                                                          |                                                             | 43                                                          | 7.     |
| 2023/24                    | 2. liga                           | 2      |                                                             |                                                             |                                                             |                                                             |                                                             |                                                             |                                                             |                                                             |        |

Poznámky:
- 2016/17: Administrativní sestup po odhlášení A-týmu z ligového ročníku.

**= sezona předčasně ukončena z důvodu pandemie covidu-19

## Výsledky v evropských pohárech
| Sezóna  | Soutěž             | Kolo        | Soupeř                   | Doma | Venku | Celkem | Postup  |
| ------- | ------------------ | ----------- | ------------------------ | ---- | ----- | ------ | ------- |
| 2016/17 | Evropská liga UEFA | 1. předkolo | FC Admira Wacker Mödling | 2:3  | 1:1   | 3:4    | vyřazen |

## Seznam trenérů
| Období    | Nár.      | Trenér           |
| --------- | --------- | ---------------- |
| 2010–2013 | Slovensko | Ladislav Hudec   |
| 2013–2014 | Slovensko | Radúz Dorňák     |
| 2014–2015 | Slovensko | Peter Gergely    |
| 2015–2016 | Slovensko | Norbert Hrnčár   |
| 2016      | Slovensko | Mikuláš Radványi |